# Bertil Bentos
Bertil Randolf Bentos Scagnegatti (Guichón, Paysandú, 15  de agosto de 1942) es un rematador, periodista y político uruguayo perteneciente al Partido Nacional. Fue intendente del departamento de Paysandú (2010-2015).

## Biografía
Bertil Bentos nació en la ciudad de Guichón, en el departamento de Paysandú. Allí fue donde cursó sus estudios primarios, en la escuela pública  "José H. Figueiras". Su educación secundaria también la realizó en el liceo de su ciudad, en donde presidió la Asociación Guichonense de Estudiantes Liceales. Culminada esta etapa, se recibió como Rematador público, y comenzó a subastar muebles y útiles.
Como periodista se desempeñó como Director del Semanario El Terruño. También fue corresponsal de diario El Telégrafo de Paysandú, así como también periodista deportivo (y fundador) de CV 154 Radio Guichòn. Finalmente, fue relator de básquetbol de la Panorámica Deportiva de CW 35 Radio Paysandú. 
Fue Secretario de la Liga Regional de Fútbol de Guichòn y de la Federación de Ligas del Interior del Departamento, por un período de casi 30 años.

## Carrera política
Desde su juventud, Bentos fue militante del Partido Nacional, siendo electo Convencional por Paysandú. Fundó, junto con otros dirigentes, el sector Alianza Nacional. 
En las elecciones municipales de 1985 fue elegido Edil, cargo que mantuvo hasta 1990. En ese período ejerció la Presidencia por ser el primer Vicepresidente  e integró la Comisión de Turismo. 
Entre 1990 y el 2000, siendo Jorge Larrañaga Intendente de Paysandú, se desempeñó como director general de Servicios de la Intendencia. Entre el año 2000 y 2005 se desempeñó como Secretario General de la Intendencia, ocupando en varias ocasiones el puesto de Intendente. 
En las elecciones del 30 de octubre de 2004, es electo Diputado, representando al departamento de Paysandú para el período 2005-2010 por la Lista 2004 de Alianza Nacional, cargo que asume el 15 de febrero de 2005. Es reelecto al cargo en las elecciones de octubre de 2009.
Fue candidato a la Intendencia de Paysandú en las elecciones departamentales que se realizaron el 9 de mayo de 2010, derrotando al anterior intendente, el frenteamplista Julio Pintos.